# Révolution (hebdomadaire)
Pour les articles homonymes, voir Révolution (homonymie).
Révolution était un hebdomadaire du Parti communiste français destiné en particulier aux intellectuels.

## Historique
Fondé en 1979, il remplace à la fois France Nouvelle et La Nouvelle Critique, respectivement hebdomadaire théorique et mensuel culturel du PCF, disparus à la fin des années 1970. Guy Hermier en était le directeur, assisté au départ par Jean Burles et Jean-Michel Catala, tous deux membres du comité central du PCF.
Touché par l'érosion de la presse communiste et les difficultés globales de la presse, il ne peut plus continuer sous sa forme hebdomadaire. Révolution disparait en 1995 et fait place à Regards, ancien titre de la presse communiste des années 1930 et 1950. Henri Malberg succède à Jean-Paul Jouary en tant qu'éditeur, la maquette du journal est complètement transformée, fait appel à une iconographie variée, le journal est entièrement en quadrichromie.